# Giovanni Antonio Scopoli
Giovanni Antonio Scopoli (ou Johannes Antonius Scopoli sous sa forme latinisée), né le 3 juin 1723 à Cavalese dans le Trentin-Haut-Adige et mort le 8 mai 1788 à Pavie, est un médecin, entomologiste et naturaliste autrichien de culture italienne, né dans la partie italophone du Tyrol.

## Biographie
Scopoli, fils d'un avocat, est né à Cavalese dans le Val di Fiemme au Tyrol, mais comme beaucoup d'habitants de cette région, il était bilingue italien-allemand, et apprit par la suite le latin, le français, l'anglais, le slovène, le russe et le hongrois. Il fait ses études élémentaires dans une école privée, puis ses études intermédiaires à Trente, enfin il étudie au Gymnasium de Hall. Après des études de médecine à Innsbruck et l’obtention de son diplôme en 1743, il exerce la médecine à Cavalese, à Trente et enfin à Venise. En 1749, il épouse Albina de Miorini, la fille de Carlo Antonio, un notable de Cavalese. Puis, durant deux ans, il séjourne en Styrie, à Graz et Seckau, dans la suite de Leopoldo Ernesto Firmian (1708-1783), évêque de Passau et cardinal à partir de 1772.
Il obtient à Vienne un diplôme de médecine universelle lui permettant d'exercer n'importe où dans l'Empire des Habsbourg. Il consacre beaucoup de temps à étudier la faune et la flore du Tyrol. Scopoli constitue un grand herbier et une vaste collection d'insectes. Il finit par s'installer à Idrija, un petit village de la Carniole comme médecin et enseignant en chimie métallurgique auprès de la compagnie minière. Il y passe seize ans, malgré sa relation tendue avec le directeur qui lui reproche de passer trop de temps à étudier les plantes et les insectes. Il perd sa femme et sa fille dans l'incendie de sa maison. En 1758, il se repose à Laibach auprès de Catherine de Frankenfeldt.

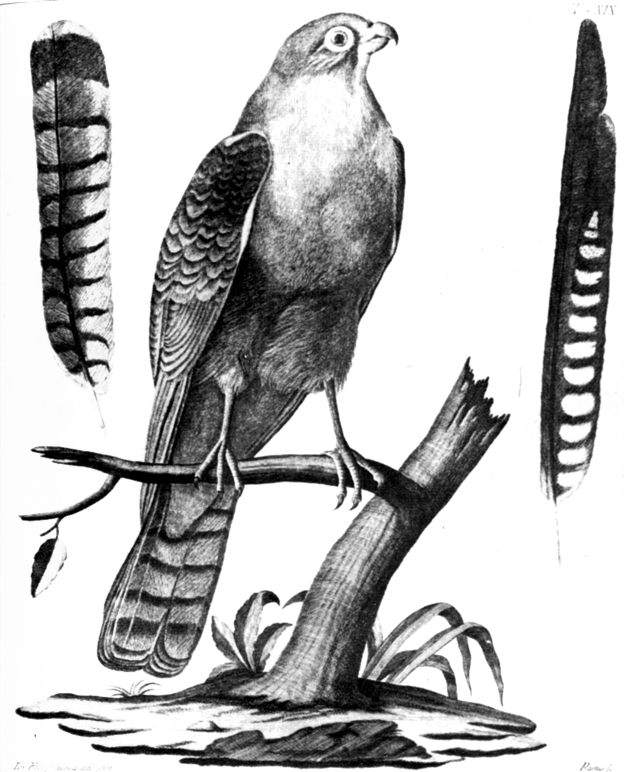
Gravure sur cuivre extraite de Deliciæ Floræ et Faunæ Insubricæ (1786).

Il publie, en 1760, une flore de la région  (Flora carniolica) et en 1763, une faune entomologique, Entomologia carniolica où il décrit notamment un insecte, la Zygaena carniolica.
En 1761, il publie De Hydroargyro Idriensi Tentamina un ouvrage sur les symptômes de l’intoxication mercurielle chez les mineurs de mercure, tiré de ses observations sur les mineurs d’Idria. En 1767, il est appelé par le gouvernement impérial à venir enseigner la minéralogie et la métallurgie à l’académie de Schemnitz (Banská Štiavnica en Slovaquie actuelle). Il occupe cette fonction jusqu’en 1776. En dehors de son œuvre de naturaliste, il reste connu dans le domaine de la toxicologie industrielle pour ses observations sur le mercure.
Il refuse, pour des raisons patriotiques, la chaire de minéralogie de l'Académie des sciences de Saint-Pétersbourg et en 1777, il obtient la chaire d'histoire naturelle de l’Université de Pavie, alors possession autrichienne, où il enseigne la chimie et la botanique, poste qu'il conserve jusqu'à sa mort. Il travaille notamment aux côtés de Lazzaro Spallanzani (1729-1799). Les relations entre les deux hommes sont très difficiles et émaillées d’incidents variés. Ainsi, Spallanzani et Scopoli s’opposent dès la venue du premier à Pavie, notamment parce que Scopoli est linnéen et que Spallanzani rejette ce système. Ce dernier fait paraître deux opuscules anonymes en 1788 où il se moque d’une erreur commise par Scopoli dans Deliciae Florae et Faunae Insubricae et le surnomme povero physis intestinalis (pauvre ver intestinal). Scopoli s’associe avec Giovanni Serafino Volta (1764-1842), conservateur du muséum de Pavie, Antonio Scarpa (1747-1832), anatomiste et Gregorio Fontana (1735¬1803), mathématicien, pour accuser Spallanzani d’avoir volé des spécimens d’histoire naturelle du muséum universitaire. Une commission finit par le blanchir.
Il perd sa seconde femme et épouse, en troisièmes noces, Caroline von Feyenau, issue d’une des plus grandes familles nobles de Hongrie.
Il fait paraître, entre 1769 et 1772, Anni Historico-Naturales, en cinq volumes et qui comprend une importante partie ornithologique. Il y décrit de nombreuses espèces nouvelles de son cabinet de curiosités mais aussi du muséum du Comte Francesco Annibale Della Torne et de la ménagerie impériale.
Il perd en 1787, l’usage de l’œil droit, peut-être à la suite de l'utilisation intensive du microscope. Peu de temps après, Scopoli meurt d'un accident vasculaire cérébral. Son dernier travail fut Deliciae Flora et Fauna Insubricae (1786-88), qui mentionne le nom scientifique des oiseaux et des mammifères décrits par Pierre Sonnerat  dans le récit de ses voyages.
Il est l'auteur d’Introductio ad historiam naturalem, sistens genera lapidum, plantarum et animalium hactenus detecta, caracteribus essentialibus donata, in tribus divisa, subinde ad leges naturae (1777), un important livre d'initiation à l'histoire naturelle. Son dernier ouvrage est Deliciæ Floræ et Faunæ Insulicæ (en trois volumes) qui décrit de nombreuses espèces animales et végétales. Si dans la première édition de Flora carniolica, Scopoli adopte un système de dénomination basé sur plusieurs noms, la deuxième édition adoptera le système binominal linnéen. Il entretient une correspondance suivie avec Carl von Linné (1707-1778).
Scopoli est, semble-t-il, le premier à avoir eu l'idée de dédier des espèces nouvelles à des personnes. Il contribue considérablement à l'essor des sciences naturelles en Italie et à l'adoption de la nomenclature linnéenne. Bien qu'il ait perdu plusieurs fois sa bibliothèque et ses manuscrits (dans l'incendie de sa maison et lors d’un naufrage sur l’Inn, il est l'auteur de cinquante-sept publications.
Un alcaloïde provenant d’une plante et utilisé comme drogue, la scopolamine, a été découvert dans les variétés du genre Scopolia auquel on a donné son nom.

## Principaux travaux
- 1753 : Entomologia Carniolica.
- 1760 : Flora Carniolica - une flore  de Carniole, en Autriche.
- 1761 :De Hydroargyro Idriensi Tentamina - un ouvrage médical sur les symptômes de l'empoisonnement au mercure chez les mineurs.
- 1763 : Viienna Entomologia carniolica. Trattner. - un important travail sur l'entomologie contenant plusieurs descriptions d’espèces nouvelles.
- 1769 : Joh. Ant. Scopoli der Arzneywissenschaft Doktors, Ihro ... Majest. Cameralphysici in der Bergstadt Idria ... Einleitung zur Kenntniß und der Gebrauch Foßilien, Hartknoch4031 Göttingen: Niedersächsische Staats-und UniversitätsbibliothekRiga. En allemand. Thèse de doctorat.
- 1769-1772 :Anni Historico-Naturales Ce travail comprend  des descriptions de nouvelles espèces d'oiseaux.
- 1772 : Flora Carniolica exhibens plantas Carnioliae indigenas et distributas in classes, genera, species, varietates, ordine Linnaeano . - Une deuxième édition révisée de la première description détaillée de la flore de Carniole, en Autriche (aujourd'hui en Slovénie), écrite lorsque Scopoli vivait à Idria. Il comprend 66 estampes dont la gravure a été réalisée par JF Rein d’après des dessins originaux de Scopoli. Considérant que la première édition non illustrée de 1760 comportant 600 pages ne mentionnait pas de doubles noms pour les espèces végétales, cette édition utilisant les noms binominaux est écrite dans la tradition de Linné qu’elle respecte à tous égards.
- 1777 : Introductio ad historiam naturalem, sistens genera lapidum, plantarum et animalium hactenus detecta, caracteribus essentialibus donata, in tribus divisa, subinde ad leges naturae. Prague : i–x + 1–506. – œuvre de référence de l'histoire naturelle mondiale décrivant les genres et les espèces.
- 1783 : Fundamenta Botanica Praelectionibus Publicis accomodata. Papiae, S. Salvatoris  – Un classique de la botanique contenant dix estampes représentant chacune de dix à seize dessins.
- 1783-1784 : avec Pierre Joseph Macquer -Dizionario di chimica del Sig. Pietro Giuseppe Macquer Tradotto ... dal francese e corredato di note e di nuovi articoli ... Pavie: imprimé au monastère de San Salvatore pour G. Bianchi -Le dictionnaire de chimie du chimiste Joseph Macquer, le premier dictionnaire d'enseignement théorique et la chimie générale, a été écrit dans la précipitation et publié anonymement en 1766 par Macquer, soucieux de préserver sa réputation. Son succès l’a incité à préparer une deuxième édition révisée (1778). Scopoli l’a ensuite traduite et largement augmentée. Une deuxième édition de l'ouvrage traduit, sans autre ajout a été publiée à Venise en 1784-85.
- 1786-1788 : Deliciae Florae et Faunae Insubricae (1re et 2e parties 1786, 3e partie 1788). - un rapport, comprenant de nouvelles descriptions d’oiseaux et de mammifères recueillies par Pierre Sonnerat pendant ses voyages.
- 2004 : (sl + en) Carl von Linné, Giovanni Antonio Scopoli, Darinka Soban (éd.), Joannes A. Scopoli / Carl Linnaus : dopisivanje (1760-1775), [« Giovanni Antonio Scopoli / Carl von Linné : correspondance (1760-1775) »], Prirodoslovno drustvo Slovenije [Slovenian Natural History Society], coll. « Proteusova knjiznica », Ljubljana, 2004, 348 p.  (ISBN 961-90751-2-9).

## Quelques organismes nommés par Scopoli
Genres
- Battus 1777, papillon du céleri (genre des Papilionidae), Amérique du Sud ;
- Codakia 1777, mollusque de la famille des Lucinidae comptant une vingtaine d'espèces ;
- Lucanus 1763, genre de coléoptères, Europe ;

Espèces
- Rhagonycha fulva  1763, coléoptère (Cantharidae), Europe ;
- Sargus bipunctatus 1763 , mouche (diptère), Europe ;
- Ferdinandea cuprea 1763, diptère de la famille des Syrphidae, Europe ;
- Megabombus pascuorum 1763, bourdon  (hyménoptère), Europe ;
- Aphis fabae 1763  Bean Aphid , hémiptère répandu dans le monde entier ;
- Ordo Proboscidea 1763, cigales et hémiptères, un groupe important  proposé dans Entomologia Carniolica ;
- Amanita caesarea, Oronge ou Amanite des Césars, un champignon comestible très prisé ;
- Laccaria laccata , un champignon réputé ;
- Prunella collaris 1769, l'Accenteur alpin, oiseau montagnard paléarctique ;
- Emberiza melanocephala 1769, le Bruant mélanocéphale ;
- Charadrius dubius 1786, le Petit gravelot, un limicole.
- Tichodrome échelette, oiseau de la famille des Tichodromidae : c'est Scopoli qui fait découvrir l'oiseau à  Carl von Linné qui ne connaissait pas cette espèce, absente de Suède, et qui ne figurait donc pas dans la dixième édition du Systema Naturae de 1758. Scopoli lui en adressa une première description, puis un spécimen en 1763. Dans les échanges entre Linné et Scopoli, l'espèce fut désignée sous plusieurs noms : Upupa muraria, Picus muraria, Merops muraria. Scopoli adressa aussi à Linné une description des mœurs de l'oiseau, montrant ainsi qu'il avait pu l'observer in vivo. Linné ajouta ainsi l'espèce à la douzième édition du Systema Naturae, en 1766, sous le nom de Tichodroma muraria[4].

### Sources
- Lorenzi P. & Bruno S. (2002). Uomini, storie, serpenti contributi alla storiografia erpetologica del Trentino-Alto Adige e Dintorni. Annali del Museo Civico di Rovereto, 17 : 173-274.
- Full list of biographies given by Gaedike, R. & Groll, E.K. eds. 2001 Entomologen der Welt (Biographien, Sammlungsverbleib). Datenbank, DEI Eberswalde im ZALF e.V
- Baker, D.B. 1999. The localities of Scopoli's Entomologia Carniolica (1763). Entomologist's Gazette, 50: 188-198.
- A Concise History of Ornithology, Michael Walters  (ISBN 1-873403-97-6)